# Lumbalgia
El dolor lumbar, dolor lumbosacro, lumbalgia o lumbago es el dolor localizado en la parte baja de la espalda, correspondiente a la zona lumbar de la columna vertebral y que afecta alguna parte de la zona que se extiende desde la parte más baja de las costillas posteriores hasta la zona más alta de los glúteos, con o sin compromiso de las extremidades inferiores. Es uno de los motivos principales de consulta a los servicios médicos y se estima que aproximadamente un 80% de las personas lo presentará al menos una vez en la vida.
Tradicionalmente, se ha perpetuado la idea errónea de que en un 80-90% de los casos de dolor lumbar la causa es desconocida. Sin embargo, con una evaluación exhaustiva del paciente, normalmente sí es posible identificar y tratar la causa del dolor. Este puede derivarse de raíces nerviosas, músculos, ligamentos, estructuras fasciales, vértebras y discos intervertebrales, así como de los órganos de la cavidad abdominal.
En la mayoría de las ocasiones, se debe a causas biomecánicas, tales como traumatismos; esguinces o torceduras por estiramientos excesivos, capacidad muscular disminuida o falta de flexibilidad, mal uso o control muscular, mala postura; degeneración, hernia o rotura de discos intervertebrales; ciática; o exceso de peso, entre otras. Las enfermedades inflamatorias de las articulaciones, las fracturas por osteoporosis y los trastornos gastrointestinales y genitourinarios también pueden causar dolor lumbar. En algunos casos, el dolor lumbar es provocado por enfermedades que, sin un tratamiento temprano adecuado, pueden tener consecuencias graves sobre la salud, por lo que una correcta evaluación y diagnóstico diferencial son imprescindibles. Entre ellas, cabe destacar ciertos procesos infecciosos, lesiones que requieren cirugía, la enfermedad celíaca o el cáncer.

## Origen
Lumbalgia es un término descriptivo que se refiere a una condición clínica, no una enfermedad. La definición no es precisa e incluye síntomas asociados a las estructuras vertebrales (huesos) y paravertebrales (tejidos «blandos» como músculos y tendones). Dada su imprecisión, varios términos se usan indistintamente: lumbalgia, lumbago, dolor de la espalda baja, dolor de espalda, dolor lumbosacro.

## Clasificación

### Clasificación por su duración
En su presentación clínica puede ser:
- Aguda: si dura menos de 6 semanas.
- Subaguda: si dura entre 6 semanas y 3 meses.
- Crónica: si dura más de 3 meses.

### Clasificación por sus características
Los procesos lumbares pueden ser de distintas maneras:[cita requerida]
- Lumbalgia aguda sin radiculopatía: Dolor de naturaleza lumbar de aparición inmediata (aguda), que se puede extender por la extremidad inferior, muchas veces no más allá de la rodilla, habitualmente sin radiculopatía. Es producida por una torsión del tronco o un esfuerzo de flexo-extensión.
- Compresión radicular aguda: Inflamación  de una raíz nerviosa de forma aguda, en un 90% causada por hernia discal.
- Atrapamiento radicular: Irritación de la raíz nerviosa por el desarrollo de procesos degenerativos (espondilosis).
- Claudicación neurógena: debido a un dolor muscular de naturaleza nerviosa. .

Cuando se habla de dolor lumbar inespecífico o lumbalgia inespecífica, se refiere aquel proceso de dolor lumbar en el que no se puede determinar la causa que lo produce.

## Epidemiología
La incidencia de un primer episodio de lumbalgia es de un 6,3 a un 15,4% por año. Dado que la recurrencia es alta (entre un 20 a un 80% por año), la ocurrencia de lumbalgia (primer episodio o reincidencia) sube a un 36% de la población por año. Se estima la prevalencia en hasta un 80% de la población. Se presenta con mayor frecuencia a mayor edad, siendo su máxima  prevalencia entre los 40 y 60 años. El índice de remisión es de 54 a 90% por año.

## Causas
La lumbalgia es un término descriptivo que no representa una enfermedad en sí sino a un síndrome con múltiples causas. Se origina por distintos motivos, siendo los más comunes el sobreesfuerzo físico y las malas posturas. Las causas pueden ser de cuatro tipos:
- De origen mecánico o traumático, con o sin enfermedades degenerativas presentes.
- Asociadas a neoplasias, primarias o secundarias.
- Asociadas a infecciones.
- Inflamatorias.

Las principales causas mecánicas incluyen:
- Esguinces y distensiones, que suelen provocar dolor agudo.
- Degeneración de los discos intervertebrales, normalmente asociada al proceso normal de envejecimiento.
- Hernia o rotura de los discos intervertebrales.
- Radiculopatía, causada por compresión, inflamación o lesión de una raíz nerviosa espinal. Una forma de radiculopatía es la ciática, que provoca dolor lumbar que irradia hacia las nalgas y se extiende por la parte posterior de la pierna. En casos más extremos puede aparecer también entumecimiento y debilidad muscular en la pierna.
- Espondilolistesis, que se produce cuando una vértebra lumbar se desliza fuera de lugar y pellizca los nervios.
- Lesiones traumáticas o fracturas, derivadas de ciertos deportes, accidentes automovilísticos o caídas.
- Estenosis espinal, causada por un estrechamiento de la columna vertebral que ejerce presión sobre la médula espinal y nervios. Puede provocar dolor o entumecimiento al caminar y, con el tiempo, conduce a debilidad de la pierna y pérdida sensorial.

Cuando el dolor lumbar es causado por trastornos que afectan a las vísceras, este suele acompañarse de otros síntomas o signos que ayudan a establecer el diagnóstico, principalmente gastrointestinales o genitourinarios. Las principales enfermedades que afectan a las vísceras y pueden provocar dolor lumbar incluyen:
- Trastornos gastrointestinales o sistémicos, como la enfermedad celíaca o la sensibilidad al gluten no celíaca no diagnosticadas, la enfermedad inflamatoria intestinal o perforación intestinal.[12][13][7] Es importante señalar que la enfermedad celíaca es un trastorno autoinmune multiorgánico, puede cursar sin ningún tipo de síntoma digestivo en más de la mitad de los casos.[12][14]
- Trastornos de los órganos pélvicos, como la prostatitis, la endometriosis o la enfermedad inflamatoria pélvica crónica.[7]
- Enfermedades renales, como los cálculos renales o la pielonefritis.[7] Los cálculos renales suelen provocar dolor agudo en un solo lado de la espalda.[6]
- Enfermedades vasculares, como el aneurisma de aorta abdominal o la enfermedad oclusiva aorto-ilíaca.[7] El aneurisma de aorta abdominal es una patología grave que requiere tratamiento médico inmediato.[6]

La osteoartritis, la artritis reumatoide, las fracturas vertebrales debidas a la osteoporosis o, raramente, un tumor (incluyendo cáncer) o infección, pueden provocar dolor lumbar.
En el caso de las mujeres, el dolor lumbar se puede desencadenar o agravar con el ciclo menstrual. Personas que han nacido con espina bífida son muy vulnerables a sufrir lumbalgia resistente en alguna etapa de su vida. También puede ser un síntoma de enfermedades genéticas que afectan al tejido conectivo, como el síndrome de Ehlers-Danlos y el síndrome de hiperlaxitud articular.
La lumbalgia puede estar producida por el síndrome de miositis tensional, el cual puede tratarse adecuadamente siguiendo el protocolo de tratamiento del SMT.
Por otro lado, existen fuentes o tipos de dolor lumbar: el dolor facetario, en el cual existe una inflamación entre dos articulaciones cigoapofisiarias (dolor específico); el discógeno, donde el disco intervertebral posee una lesión que genera dolor (dolor difuso, en una zona inespecífica); la compresión radicular, donde la vértebra comprime la salida de los nervios que se dirigen hacia las piernas (el dolor irradiado hacia las piernas) y también se conoce como ciática; una contractura muscular, una disfunción de la articulación sacro-ilíaca, o por algún órgano que refleje su disfunción en la zona lumbar, como los riñones o el intestino delgado.
Una lesión aguda de la espalda baja puede ser causada por un evento traumático, como un accidente automovilístico o una caída; ocurre de repente y sus víctimas suelen ser capaces de identificar exactamente cuándo ocurrió. En los casos agudos, las estructuras que con más probabilidad resultan lesionadas son los tejidos blandos. En casos de un accidente grave, osteoporosis o de otras causas del debilitamiento de los huesos vertebrales, pueden también aparecer fracturas vertebrales en la columna lumbar. En el extremo inferior de la columna vertebral, algunos pacientes pueden tener dolor de coxis (también llamado coccigodinia). En otros casos puede aparecer dolor sacroilíaco en la parte inferior de la columna lumbar, llamada disfunción sacroilíaca conjunta. El dolor de espalda crónico generalmente tiene un inicio más insidioso, y se produce durante un largo período de tiempo. Las causas físicas pueden incluir la osteoartritis, la artritis reumatoide, la degeneración de los discos entre las vértebras o una hernia discal, una fractura vertebral (por ejemplo, por osteoporosis) o, raramente, un tumor (incluyendo cáncer) o infección.

## Cuadro clínico

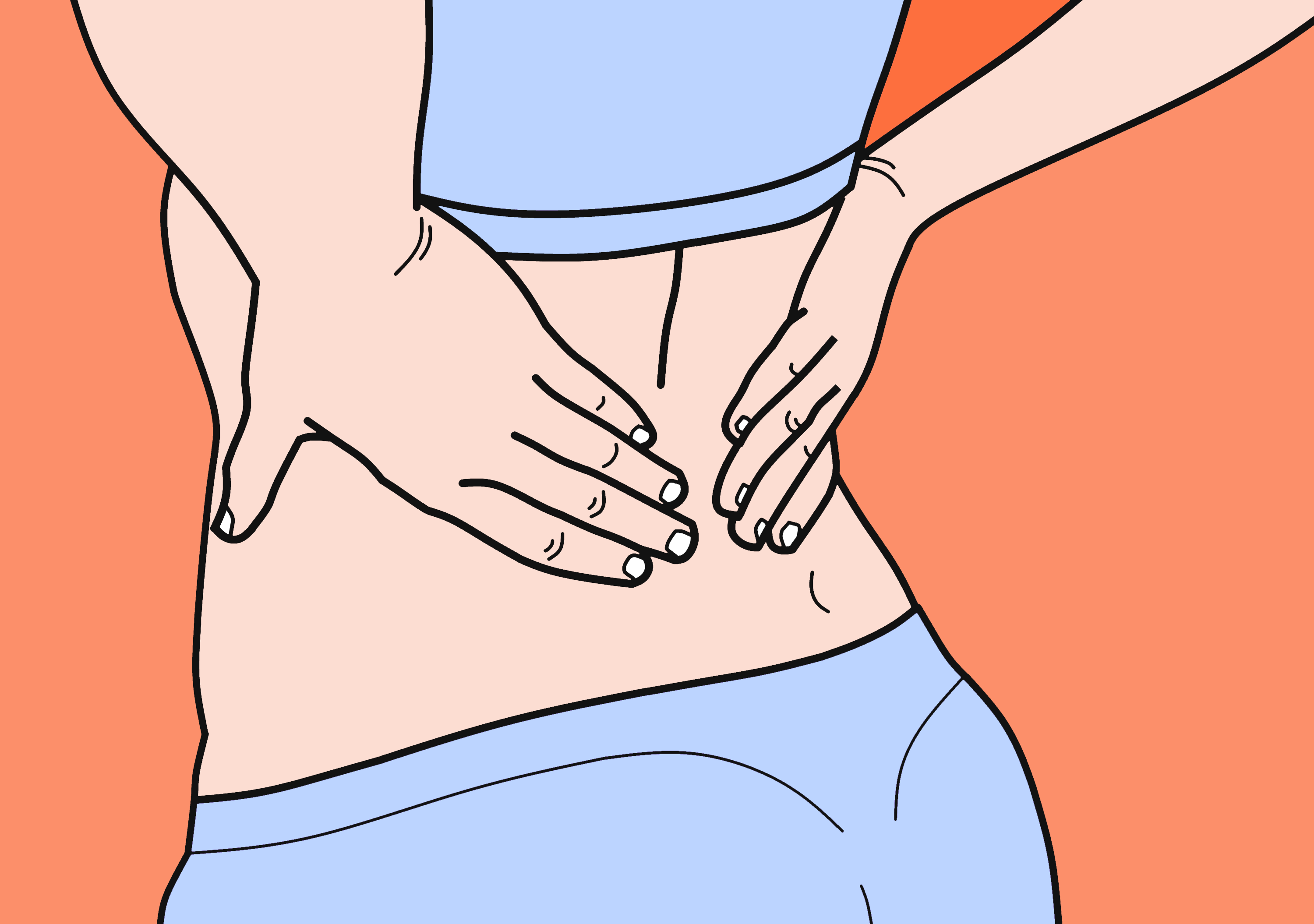
Dolor localizado en la parte baja de la espalda.

De acuerdo con su causa la lumbalgia puede presentarse de diversas maneras. De acuerdo con la clasificación, puede presentarse en forma aguda (inmediata) al realizar un esfuerzo como levantar o cargar peso o torcer el tronco; en forma subaguda, apareciendo poco tiempo después del esfuerzo; o crónica, cuando su evolución es insidiosa y prolongada. El dolor agudo suele durar menos de seis semanas, el subagudo entre seis y doce semanas, y el dolor crónico excede las doce semanas.

## Diagnóstico
El diagnóstico definitivo de una lumbalgia puede corresponder a alguna de las siguientes causas:
- Degenerativas: especialmente en pacientes mayores de 60 años.
- Traumáticas: prolapso de un disco intervertebral, fractura vertebral, daño en los ligamentos o músculos.
- Inflamación: espondiloartropatías.
- Infecciones: tuberculosis (enfermedad de Pott), inflamación séptica de un disco.
- Tumores: primarios o metástasis.
- Hereditarios o congénitos: estenosis, espondilolistesis, escoliosis, vértebra transicional.
- Originado en otros órganos: litiasis renal, pancreatitis, aneurisma aórtico, patología intestinal.

## Tratamiento
Varios cientos de guías clínicas se han desarrollado en el mundo para el manejo del dolor lumbar. Sin embargo, solo una decena de ellas puede ser considerada de «alta calidad».  Su eficacia puede ser inmediata o a más largo plazo. La lumbalgia es una patología multicausal por lo que se debe buscar la causa inicial del problema con objeto de prevenir nuevos ataques de lumbalgias agudas o paliar las lumbalgias crónicas.

### Manejo de la lumbalgia inespecífica aguda
Las intervenciones recomendadas son:
- Aconsejar, educar y tranquilizar al paciente.
- Retornar precozmente a la actividad normal, mantenerse activo y evitar el reposo en cama.
- Paracetamol o antiinflamatorios no esteroidales como el ibuprofeno o diclofenaco.
- Agregar un relajante muscular, como la ciclobenzaprina, solo o asociado con antiinflamatorios en caso de persistencia del dolor, durante una o dos semanas.
- Manipulación espinal en los casos que no logran el retorno a la actividad normal.
- En el caso de dolor severo y refractario a las medidas precedentes, agregar opioides por un corto plazo.

### Manejo de la lumbalgia inespecífica crónica
Las intervenciones recomendadas son:
- Educar con contenidos efectivos de autocuidado, incentivando el retorno a las actividades normales.
- Ejercicios supervisados, incluido el yoga, de acuerdo con las preferencias del paciente. No se ha demostrado que algún tipo de ejercitación sea mejor que otra. La frecuencia y duración máximos recomendados son ocho sesiones en 12 semanas.
- Manipulación espinal y otras intervenciones quiroprácticas, nueve sesiones en 12 semanas.
- Paracetamol o antiinflamatorios no esteroidales como el ibuprofeno o diclofenaco.
- Si los fármacos precedentes no logran calmar el dolor, usar un  opioide y mantenerlo en forma supervisada si la respuesta es favorable.
- Rehabilitación multimodal que incluya intervenciones físicas y psicológicas en los casos en que se ha producido una invalidez importante. 100 horas en ocho semanas.

Algunos autores también recomiendan:
- Masajes.
- Acupuntura.

No se recomienda:
- Relajantes musculares.
- Gabapentina.
- TENS, corriente interferencias, ultrasonido, láser u otras intervenciones fisioterapéuticas pasivas.

### Manejo de la lumbalgia con radiculopatía
Las recomendaciones no invasivas son:
- Manipulación espinal que alivie la sintomatología.
- Ejercicios específicos y limitados.

No hay consenso respecto de la fisioterapia.[cita requerida]

### Otras terapias
- La terapia neural aplicando impletol al 2% produce una descomprensión de los ligamentos laterovertebrales. Las lumbalgias tienen relación directa con los ligamentos. El tratamiento es progresivo restaurando la funcionalidad de la columna
- Intervención neurorreflejoterápica (NRT) - Estimulación de fibras nerviosas de la piel mediante "grapas quirúrgicas" que se dejan colocadas durante 3 meses.[16]
- Fisioterapia- para el manejo del dolor y espasmo muscular en la etapa aguda es de gran beneficio la fisioterapia utilizando modalidades como crioterapia ya sea masaje directo con hielo en la zona afectada o la aplicación de compresas frías, además de acompañar esto con electroterapia durante 20 o 30 minutos puede utilizarse opciones como corrientes bifasicas simétricas o protocolos de corrientes como tens, corrientes premoduladas o diadinámicas. Puede combinarse con otras modalidades de medicina física como ultrasonido de preferencia pulsátil y trabajar manualmente con masaje relajante o de amasamiento muscular.[17]
- Neuroestimulación eléctrica percutánea (PENS) - Última opción cuando han fracasado los tratamientos anteriores en pacientes con lumbalgia crónica muy intensa. Se realiza por especialistas de unidades de dolor ya que sus efectos secundarios son numerosos.
- Bloqueo selectivo de la raíz nerviosa - En casos con lumbociatalgia se puede realizar un bloque selectivo de la raíz irritada. Especialmente indicado en casos de hernia discal con compromiso radicular. Generalmente se le añada Terapia Física tras la realización del bloqueo.
- Intervención quirúrgica - En casos estrictamente necesarios. No se recomienda a aquellos pacientes diagnosticados con lumbalgia inespecífico.. Puede ser necesaria en pacientes que padecen lumbalgia derivada de una enfermedad (infección, cáncer, osteoporosis) o en aquellos que pudieran requirir cirugía cuando el dolor sea intenso e invalidante, haya persistido durante más de 2 años y no haya respondido a todos los tratamientos anteriores.[11] En una revisión reciente (septiembre de 2010) se concluye lo siguiente: La intervención quirúrgica no fue superior a la intervención cognitiva y ejercicios para aliviar los síntomas, mejorar la función y volver a trabajar a los 4 años. El número de reintervenciones en los pacientes asignados al "grupo quirúrgico" fueron similares a los pacientes que posteriormente fueron operados en el grupo no quirúrgico.[18]
- La proloterapia[19]a consiste en inyectar pequeñas cantidades de una solución habitualmente de dextrosa en los tejidos musculoesqueléticos a tratar durante varias semanas con el fin de inducir la regeneración de los tejidos, favorecer la cicatrización y reducir el dolor.

### Nuevos tratamientos con células madre
- Células madre mesenquimales autólogas - La inyección de células madre mesenquimales del propio paciente constatan la mejoría en pacientes con lumbalgia crónica.[20]

### Tratamiento en discusión: aplicación de calor
- Hipertermia de contacto - La aplicación de calor seco en la zona lumbar se sigue recomendado aunque no está evaluada su eficacia final parece calmar el dolor aunque se desconoce si mejora la lumbalgia. En todo caso no debe hacerse de forma excesiva ni reiterada (máximo dos veces al día -20 minutos- o tres veces -15 minutos-).[11][21]

### Tratamientos no recomendados para la lumbalgia inespecífica

#### Tratamientos no recomendados ya que no han sido evaluados
- Corrientes interferenciales.
- Onda corta
- Fajas y corsés lumbares
- Electroestimulación medular
- Ozonoterapia
- Fármacos anti-NFT (factor de necrosis tumoral).[11]

#### Tratamientos que han sido evaluados y no pueden ser recomendados
- Infiltraciones de toxina botulínica
- Infiltraciones sacroilíacas
- Infiltraciones epidurales
- Infiltraciones en puntos gatillo
- Infiltraciones facetarias de anestésicos o corticoides
- Infiltraciones intradiscales
- Infiltraciones esclerosantes (proloterapia)
- Rizolisis por radiofrecuencia
- Eletrotermoterapia intradiscal (IDET) y termocoagulación instradiscal por radiofrecuencia (IRFT)
- Lesión de ganglio dorsal por radiofrecuencia
- Gabapentina.[11]

## Prevención
La mejor prevención es evitar los movimientos bruscos, adoptar buenas posturas, calentar antes de hacer ejercicio, evitar el sobrepeso y la obesidad. Básicamente hay que tener en cuenta:
- Normas de higiene postural y ergonomía
- Ejercicio y actividad física
- Proteger las lumbares del aire frío -especialmente en zonas climáticas húmedas-, ayuda tanto en la recuperación como en la prevención de lumbalgia.

### Normas de higiene postural y ergonomía
Muchas lumbalgias son causadas por posturas inadecuadas y sobreesfuerzos en el trabajo, las actividades domésticas y los deportes. Se debe tener especial cuidado al mover o levantar pesos y en general a las inclinaciones forzadas de espaldas que deben evitarse a toda costa.
En la postura para el movimiento o levantamiento de pesos debe evitarse la posición en la que se inclina la espalda y se debe adoptar la siguiente posición:
- 1 - Bajar el cuerpo para poder coger el peso: flexionar las rodillas con la espalda recta con el objeto de que la fuerza se haga con las piernas y no con la espalda. Nunca se deben tener las piernas rectas.
- 2 - Coger el peso: el peso a levantar debe colocarse pegando al cuerpo (tronco).
- 3 - Levantar el peso: estirar las piernas (que estaban flexionadas) manteniendo la espalda recta con el peso pegado al cuerpo.
- 4 - Dejar el peso:

4.1 - Si el lugar a dejar el peso está a la misma altura que el tronco: dejar el peso sin separarlo del tronco.
4.2 - Si el lugar a dejar el peso está a una altura inferior al tronco: bajar el tronco flexionando las piernas por las rodillas y manteniendo la espalda recta.
4.3 - Si el lugar a dejar el peso está a una altura superior al tronco: utilizar una escalera y subir por ella, con la espalda recta, hasta que la altura del tronco alcance el lugar donde dejar el peso. No dejar nunca el peso a una altura superior a la que se encuentre pegado al tronco ya que obligaría a forzar la espalda.

### Ejercicio y actividad física
El ejercicio físico y la actividad física de manera regular disminuye el riesgo de padecer lumbalgia. El sedentarismo aumenta el riesgo de padecer dolor de espalda y el reposo en cama el riesgo de que este dolor se prolongue por más tiempo y reaparezca más fácilmente.
La práctica continua y no intensiva de deportes (se recomienda la natación) se considera útil siempre y cuando no esté contraindicada por el médico -especialmente en quienes padecen o han padecido lumbalgia-.
El ejercicio físico está contraindicado durante la crisis aguda de dolor pero no ocurre así en el dolor crónico ya que mejora la incapacidad y el grado de movilidad y autonomía del paciente.
Los ejercicios para prevenir la lumbalgia suelen incluir aquellos que movilizan abdominales, dorsolumbares, cérvico-dorsales, glúteos y cuádriceps; estiramientos dorsolumbares, movilizaciones, estiramientos isquiotibiales, estiramiento del psoas ilíaco, estiramiento del cuadriceps, estiramiento de glúteos y piramidal, estiramiento del trapecio y del esternocleidomastoideo.